# Guido Colonna di Paliano
Guido Colonna di Paliano (ur. 16 kwietnia 1908 roku w Neapolu, zm. 27 stycznia 1986 roku w Neapolu) – włoski polityk, Komisarz ds. Rynku Wewnętrznego w drugiej komisji Waltera Hallsteina i Komisarz ds. Przemysłu w komisji Jeana Reya.